# Dupuis
Éditions Dupuis es una editorial belga especializada en historieta franco-belga. Desde 2004 pertenece al grupo Média-Participations. 
La empresa fue fundada en 1898 por Jean Dupuis y desde 1922 se dedica a la edición de revistas. En 1938 puso en marcha su publicación más conocida, el semanario infantil Le Journal de Spirou, del cual han salido cómics de éxito internacional como Spirou y Fantasio, Marsupilami, Tomás el Gafe, Los Pitufos y Lucky Luke. La revista Spirou sigue publicándose a día de hoy.

## Historia

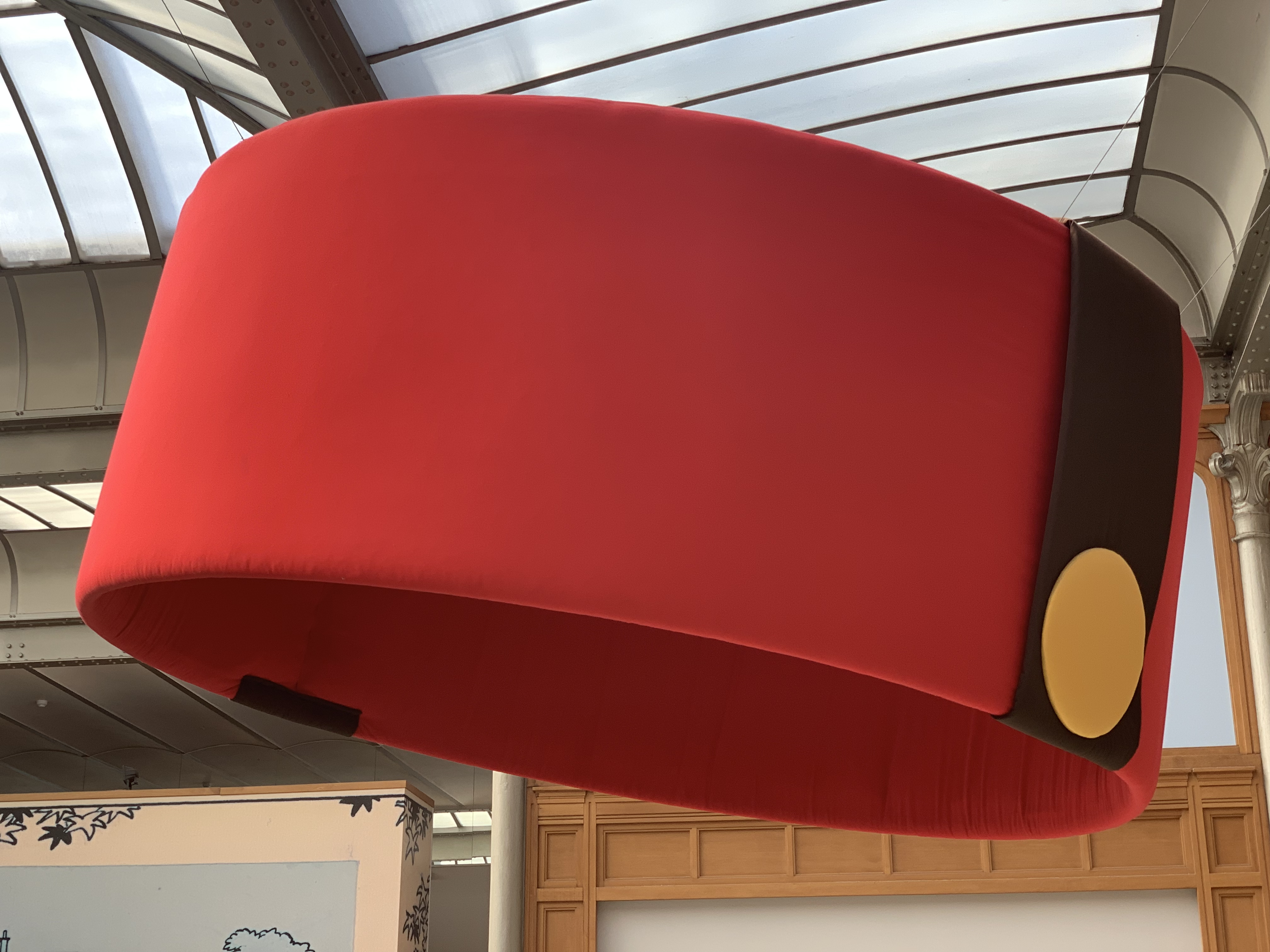
El gorro de Spirou, personaje más emblemático de la editorial Dupuis.

El origen de la empresa se remonta a 1898, con la apertura de una imprenta en Marcinelle (Charleroi, Bélgica) por parte de Jean Dupuis. En 1922 el negocio se reconvierte en una editorial con el lanzamiento de Les Bonnes Soirées, un semanario dirigido al público femenino. El elevado número de suscriptores les lleva a sacar otras revistas para el mercado belga, tanto en francés como en neerlandés.
El 21 de abril de 1938 publica el primer número de Le Journal de Spirou, una revista de historietas infantiles que pretendía competir con las series estadounidenses que llegaban a través de Francia. Los hijos del fundador, Charles y Paul Dupuis, contactaron con el dibujante francés Robert Velter para que crease un nuevo personaje similar al público objetivo del proyecto, dando vida así al espigado botones Spirou.
Le Journal de Spirou se convierte en un éxito de ventas después de la Segunda Guerra Mundial y en esa época mantiene una intensa rivalidad con Le Journal de Tintín (editada por Le Lombard) y Pilote (Dargaud) que sirve para impulsar la historieta franco-belga. A raíz de su éxito, Dupuis edita álbumes de sus series más emblemáticas como Spirou y Fantasio, Marsupilami, Tomás el Gafe, Johan y Pirluit y Los Pitufos, siendo la primera empresa de historieta que apuesta por las ediciones en tapa dura. También se encarga de Lucky Luke desde 1949 hasta 1967, cuando pasó a manos de su rival francesa Dargaud.
La revista Spirou continúa editándose a día de hoy en el mercado francófono. Entre 1979 y 1981 hubo incluso una edición en español, Spirou Ardilla.
A partir de los años 1970 la empresa atraviesa problemas económicos y tiene que deshacerse de sus revistas para centrarse solo en la historieta. Después de ocho décadas bajo control familiar, en 1985 se convierte en una sociedad anónima y el nuevo accionariado queda repartido entre GBL (propiedad de Albert Frère, socio mayoritario), Hachette y Éditions Mondiales. Desde entonces ha dividido su colección en sagas infantiles (agrupadas en torno a Spirou) y colecciones para lectores adultos.
Desde 2004 el propietario de Dupuis es el grupo francés Média-Participations, que también posee las editoriales Dargaud y Le Lombard. En 2020 la empresa empieza a editar manga tras haber comprado el sello Vega.

## Obras seleccionadas
- Bill y Bolita — Jean Roba
- Casacas azules — Cauvin, Salvérius y Lambil
- El pequeño Spirou — Tome y Janry
- Johan y Pirluit — Peyo
- Los Pitufos — Peyo (editada actualmente por Le Lombard)
- Lucky Luke — Morris y Goscinny
- Marsupilami — André Franquin
- Papyrus — Lucien de Gieter
- Spirou y Fantasio — Varios autores
- Tif y Tondu — Fernand Dineur
- Tomás el Gafe — André Franquin
- Yoko Tsuno — Roger Leloup